# A brüsszeli metró állomásai

A Brüsszeli metró térképvázlata

A brüsszeli metró (franciául Métro de Bruxelles, hollandul Brusselse metro) a belga főváros, Brüsszel metrórendszere. 4 metróvonalból áll, az 1-es, 2-es, 5-ös és 6-os metróból. A több, mint 40 kilométer hosszú rendszer 37,5 kilométeres szakasza a föld alatt fut. Összesen 56 állomás található rajta.

## Állomások listája
| Állomás                               | Megnyitás           | Vonal                                       | Szomszédos állomások                                       | Kép |
| ------------------------------------- | ------------------- | ------------------------------------------- | ---------------------------------------------------------- | --- |
| Belgica                               | 1982. október 6.    | 6-os metró                                  | Simonis Pannenhuis                                         |     |
| Bockstael                             | 1982. október 6.    | 6-os metró                                  | Pannenhuis Stuyvenbergh                                    |     |
| Comte de Flandre/Graaf van Vlaanderen | 1981. május 8.      | 1-es metró 5-ös metró                       | Saint-Catherine/Sint-Katelijne Étangs Noirs/Zwarte Vijvers |     |
| Heysel/Heizel                         | 1985. július 5.     | 6-os metró                                  | Houba-Brugmann King Baudouin                               |     |
| Jacques Brel                          | 1982. október 6.    | 5-ös metró                                  | Brussels-West Aumale                                       |     |
| King Baudouin                         | 1998. augusztus 25. | 6-os metró                                  | Heysel/Heizel                                              |     |
| Kunst-Wet/Arts-Loi                    | 1969. december 17.  | 1-es metró 2-es metró 5-ös metró 6-os metró | Maalbeek Parc Trône/Troon Madou                            |     |
| Madou                                 | 1988. október 2.    | 2-es metró 6-os metró                       | Kunst-Wet/Arts-Loi Botanique/Kruidtuin                     |     |
| Porte de Hal/Hallepoort               | 1988. október 2.    | 2-es metró 6-os metró                       | Gare du Midi/Zuidstation Hôtel des Monnaies/Munthof        |     |
| Yser/IJzer                            | 1988. október 2.    | 2-es metró 6-os metró                       | Rogier Ribaucourt                                          |     |